# بوستان هنرمندان
باغ هنرمندان یا باغ هنر یا بوستان ایرانشهر در مرکز تهران، خیابان ایرانشهر واقع شده‌است. خانهٔ هنرمندان ایران و تماشاخانهٔ ایرانشهر نیز در این بوستان قرار دارند.

## تاریخچه
سابقهٔ تاریخی باغ هنر مربوط به دورهٔ قاجار بازمی‌گردد. این باغ در آن دوران بخشی از اراضی یکی از شاهزادگان قاجار بوده‌است و صاحب آن شخصی به نام آنتوان فیشر، ديپلمات اتريشى سفارت اتريش-مجارستان بود. در هنگام وقوع جنگ جهانی دوم از این باغ جهت انبار تسلیحات متفقین استفاده می‌شد و به همین دلیل چندین ساختمان با معماری خارجی به منظور نگهداری ملزومات ساخته شد. پس از خروج متفقین از ایران این فضا در اختیار نیروهای نظامی ایران قرار گرفت و تا سال ۱۳۷۵ در اختیار آنان بود. در سال ۱۳۷۵ شهرداری تهران این مکان را به تملک خود درمی‌آورد و با تخریب بناهای اضافی و تغییرات در آن، این مکان را به صورت وضعیت فعلی (باغ هنر) درمی‌آورد.

## ویژگی‌ها

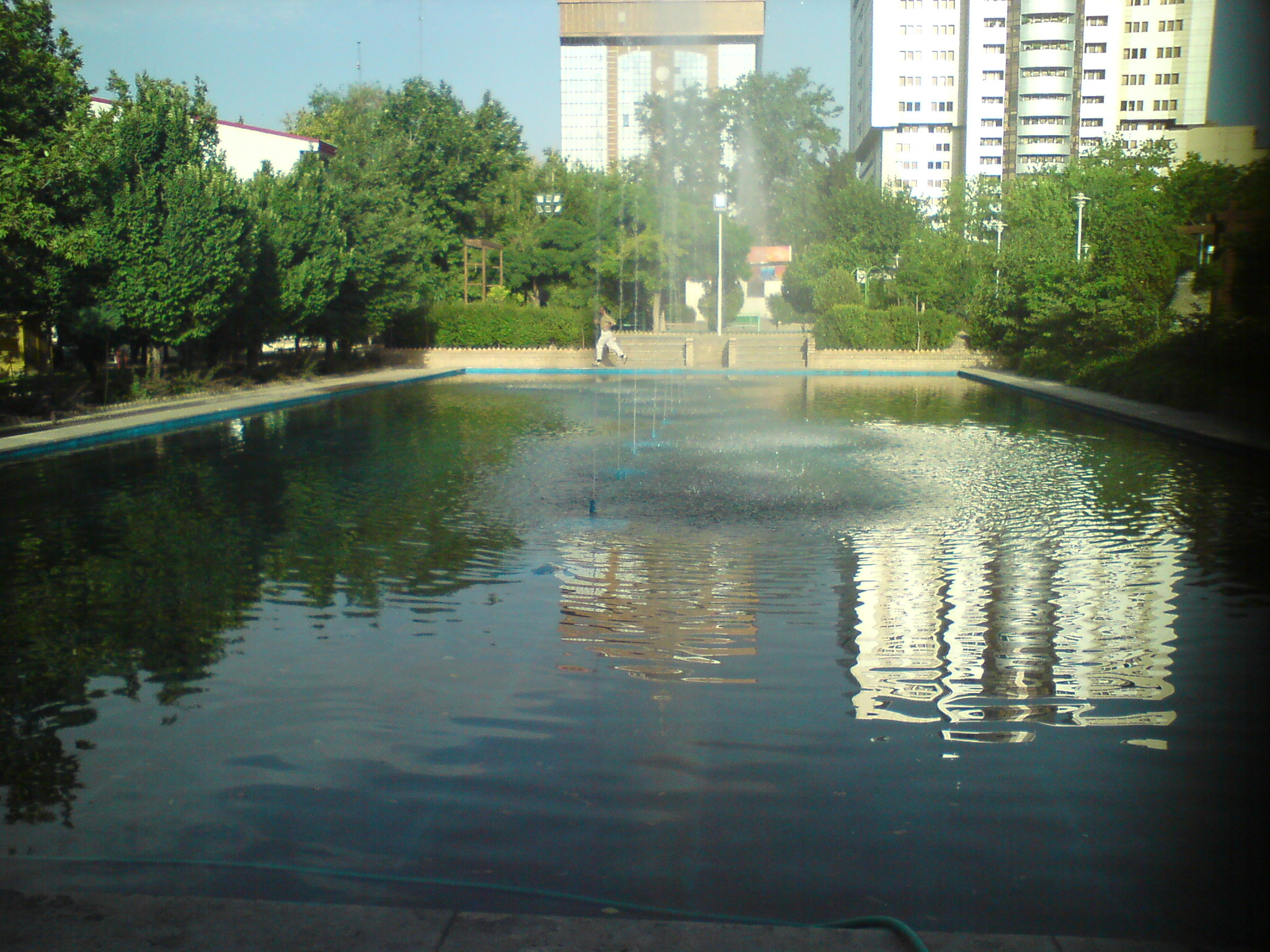
یکی از حوضچه‌های آب بوستان هنرمندان

این بوستان که در منطقهٔ ۶ شهرداری تهران واقع شده، از شمال به خیابان بهشهر، از شرق به خیابان عاصم ترابی از غرب به خیابان ایرانشهر و از جنوب به کوچه علیرضا برفروشان محدود می‌شود. بخشی از گوشهٔ شمال‌شرقی باغ هنر متعلق به ادارهٔ تحقیقات جهاد خودکفایی بوده، منطقهٔ نظامی محسوب می‌شود.
خانهٔ هنرمندان ایران در جبههٔ جنوبی بوستان قرار دارد که باعث ایجاد جو فرهنگی و هنری در این محیط شده‌است. در ضلع شرقی نیز تماشاخانهٔ ایرانشهر قرار دارد. همچنین یک پایگاه مدیریت بحران نیز در این بوستان واقع شده‌است.
اهمیت خیابان ایرانشهر به دلیل دسترسی بهتر به مسیرهای اصلی شهر است.
از امکانات پارک می‌توان به خانه هنرمندان، تماشاخانه ایرانشهر، کتابخانه، بازارها و فروشگاه‌های فروش صنایع‌دستی، کافی‌شاپ، رستوران گیاهی، سرویس بهداشتی، زمین فوتبال، زمین بسکتبال، ساختمان مدیریت و … اشاره کرد.

## سرای محله ایرانشهر
در ضلع شمالی بوستان هنرمندان، سرای محله ایرانشهر قرار گرفته‌است. در این محل، هنرهای رزمی وینگ چون کونگ فو، اسکریما و دفاع شخصی به‌صورت عمومی و خصوصی آموزش داده می‌شود. دوره مذکور، با مدیریت سیفو حمید عسگری برگزار می‌شود.

## نگارخانه

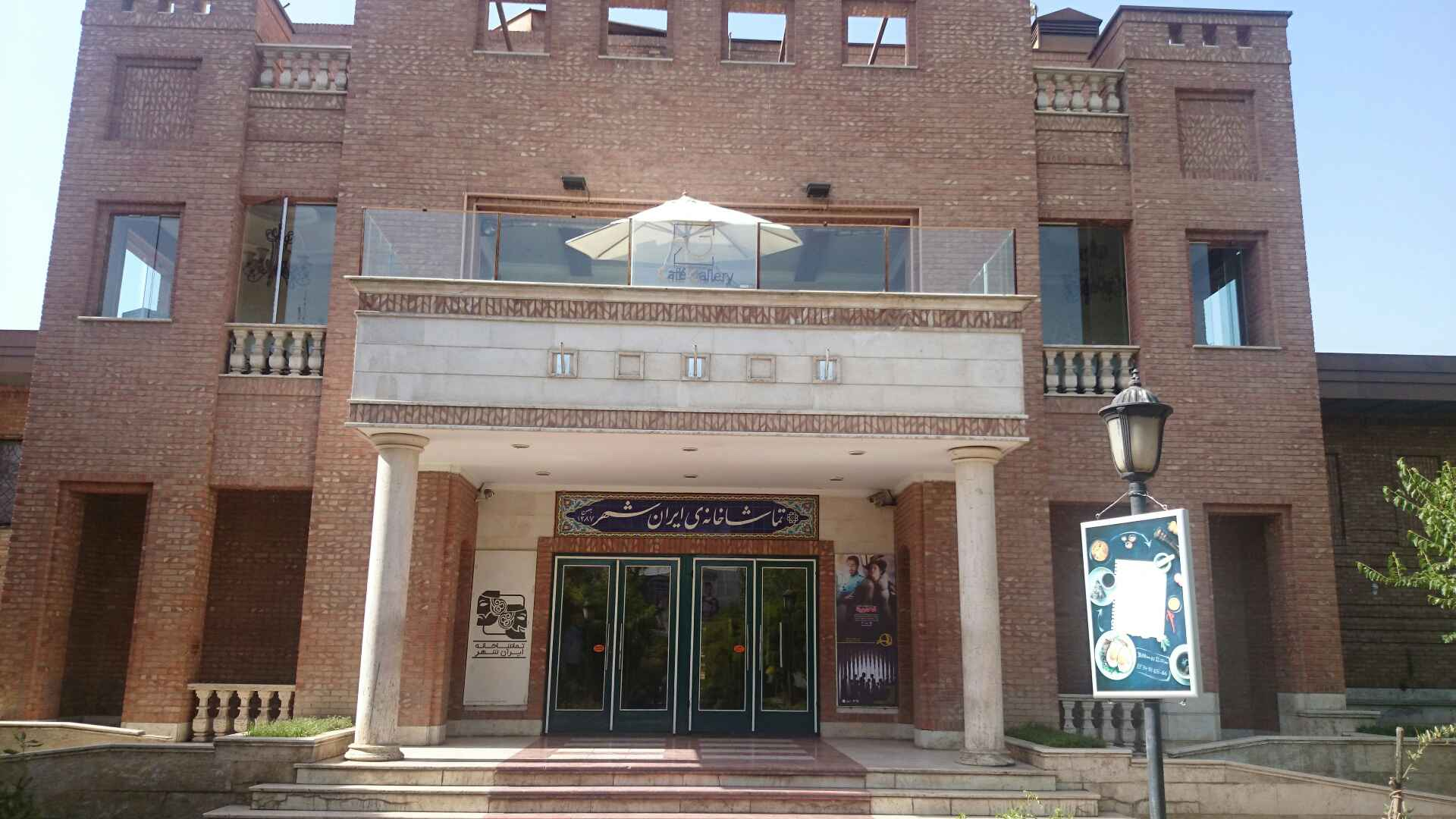
تماشا خانه ایرانشهر
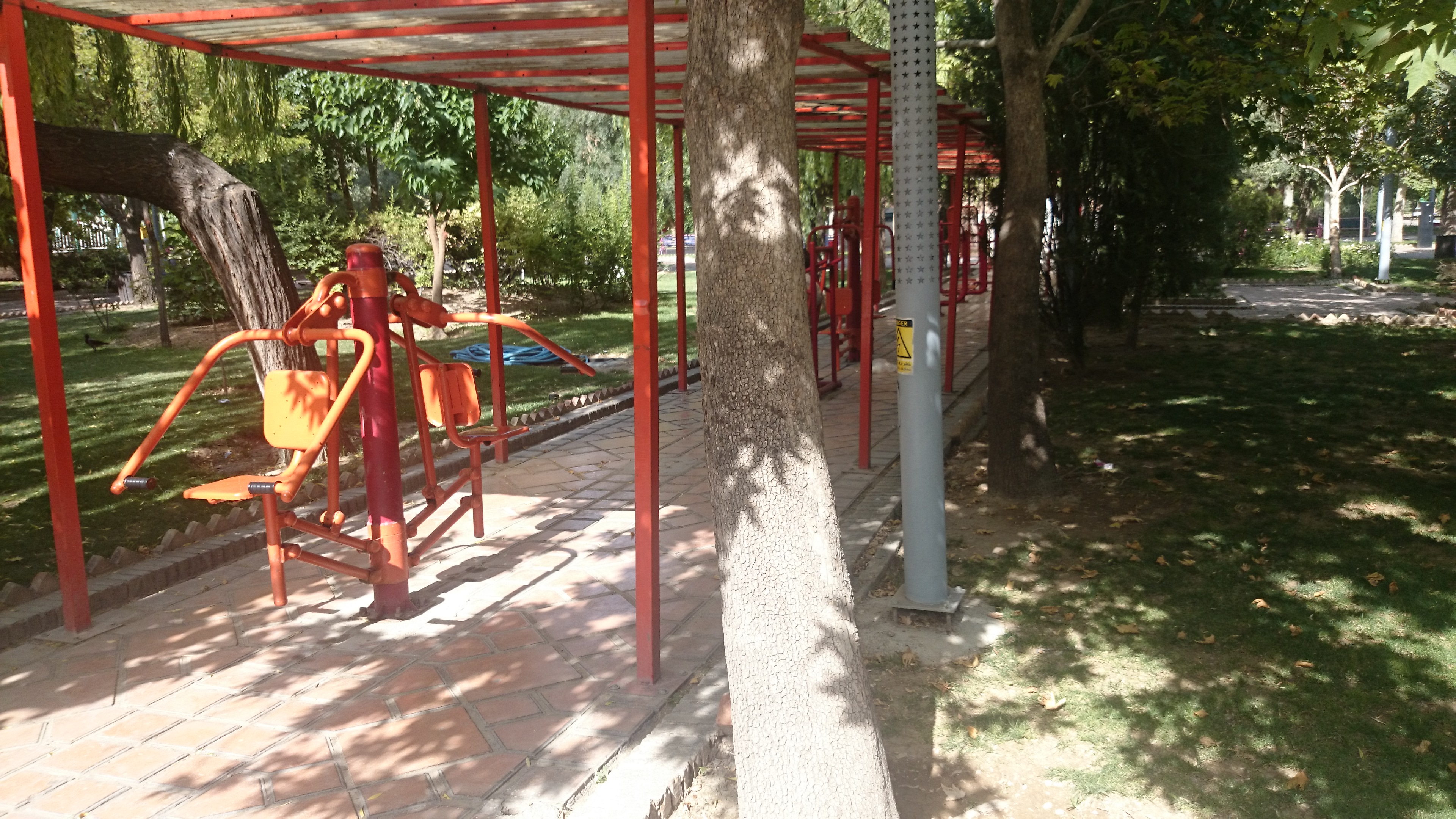
وسایل ورزشی
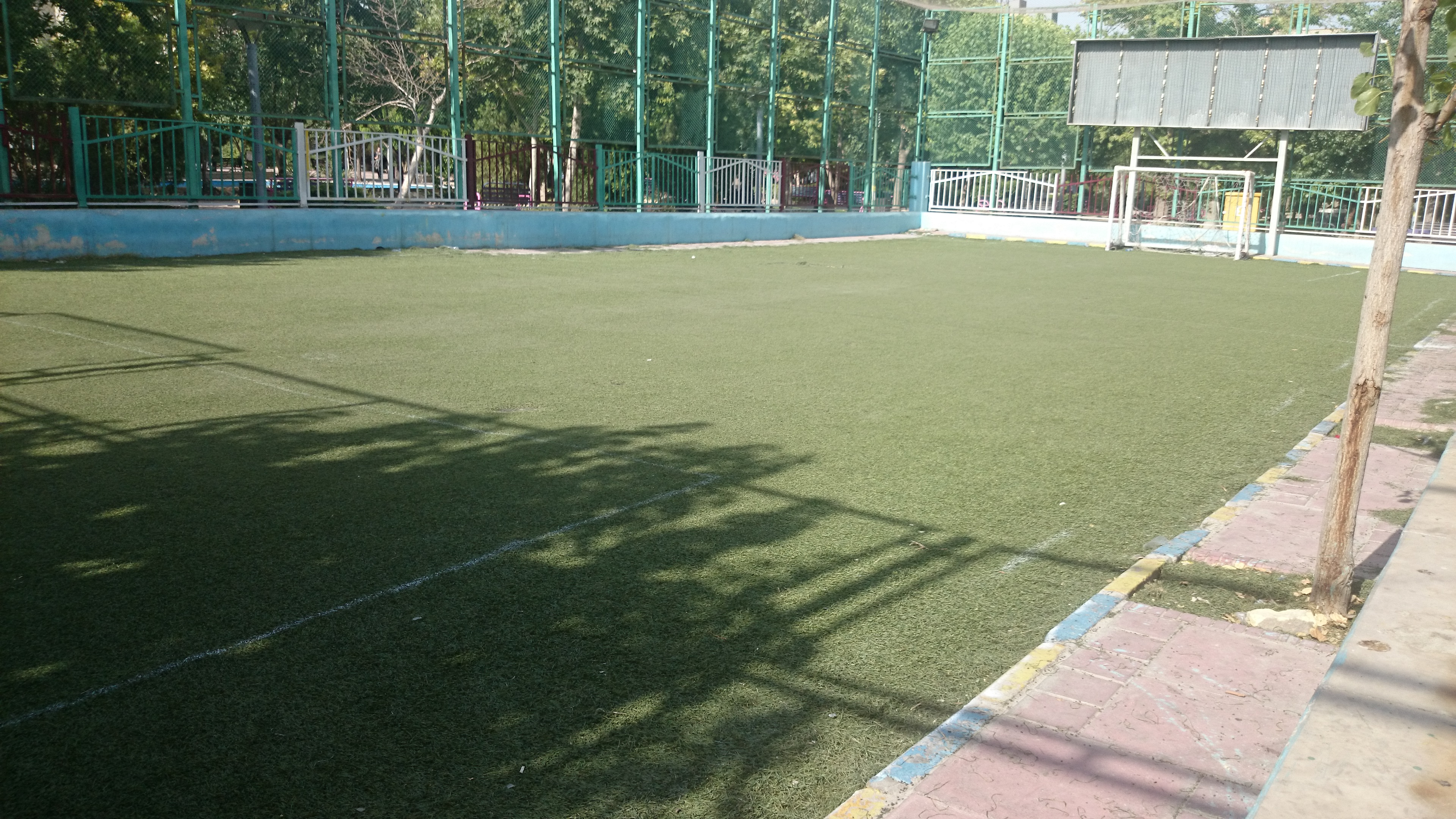
زمین چمن - فوتسال
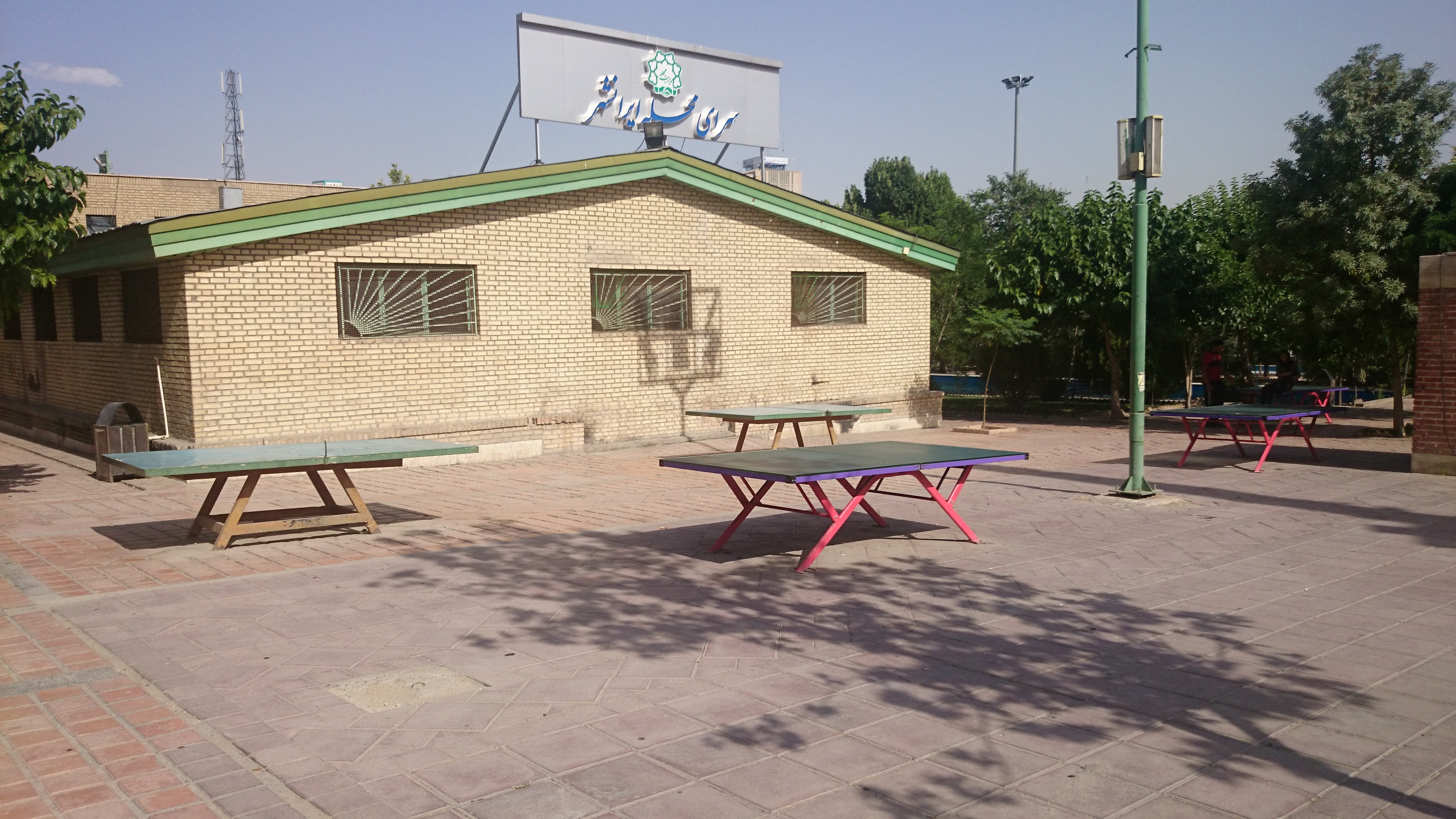
سرای محله ایرانشهر
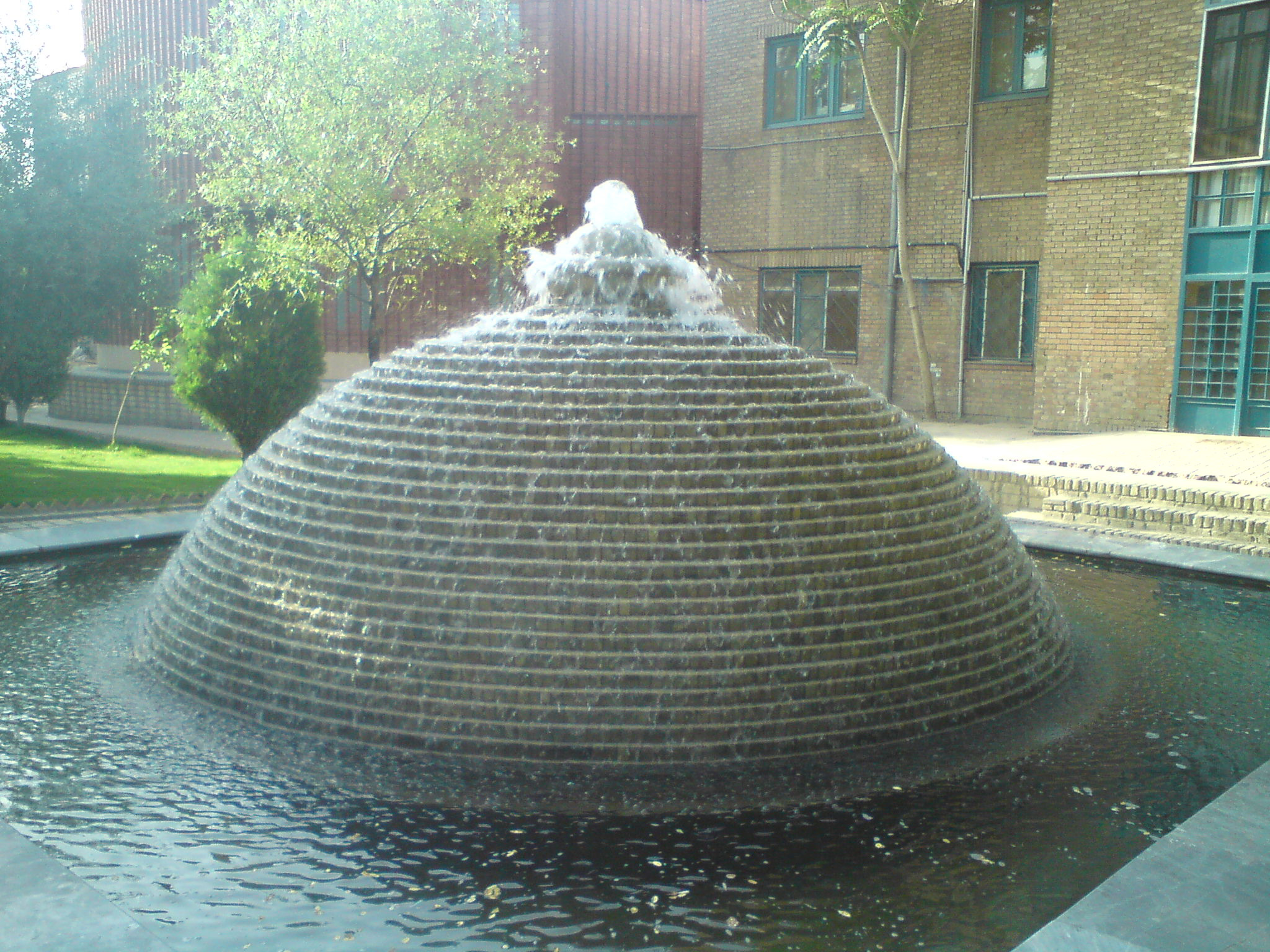
یکی از آب‌نماهای پارک هنرمندان
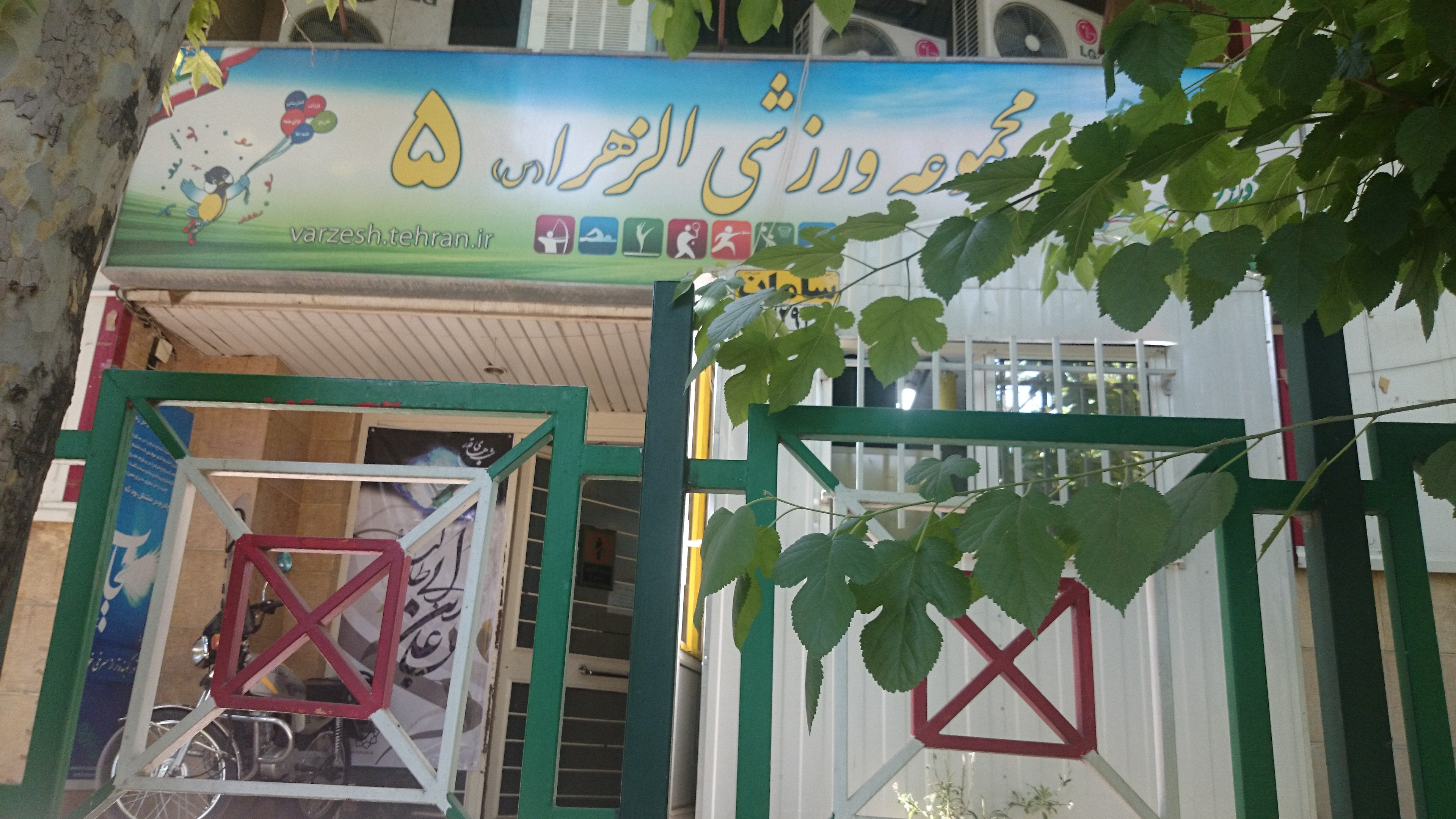
مجموعه ورزشی الزهراء ۵
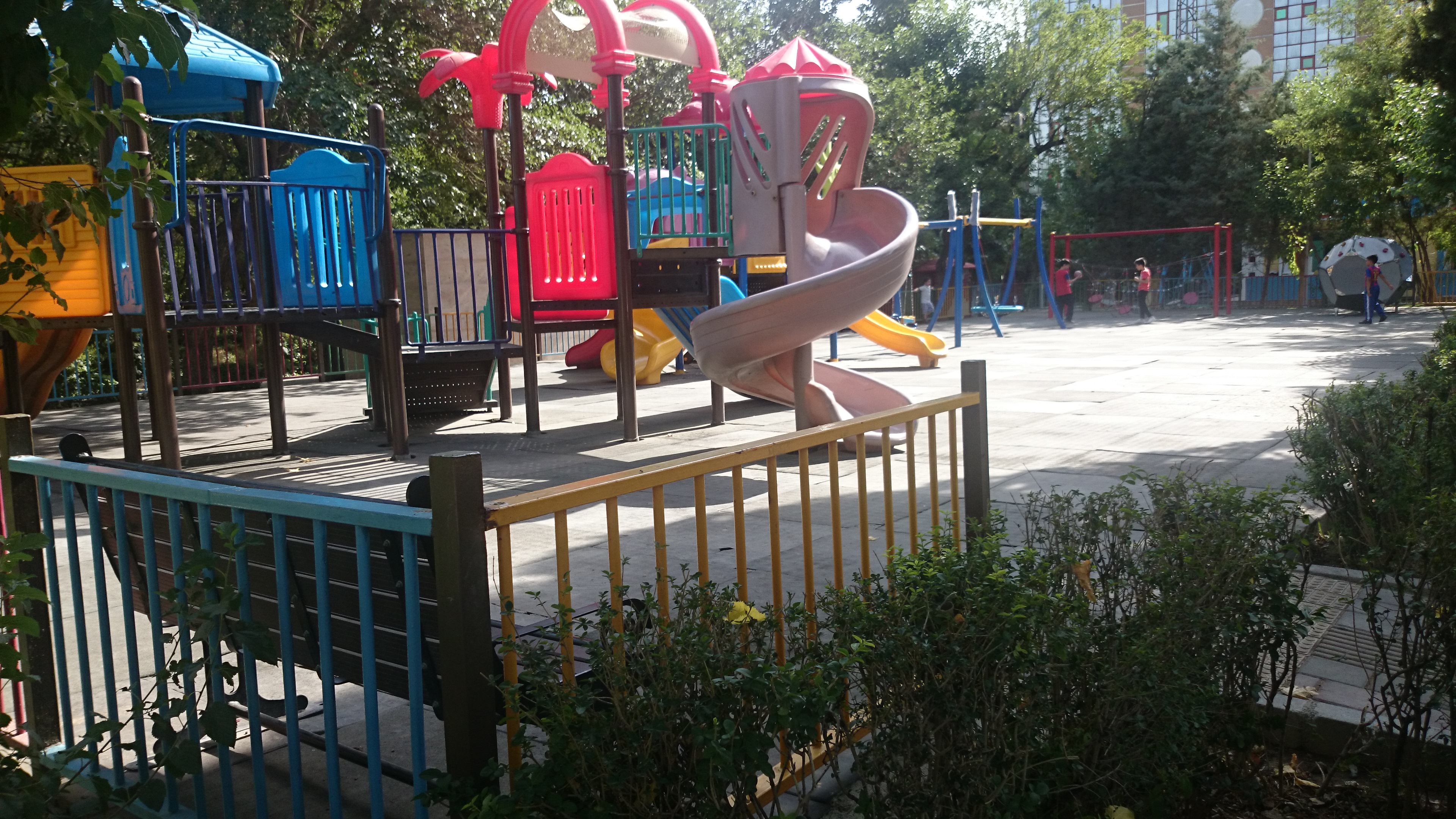
وسایل بازی کودکان
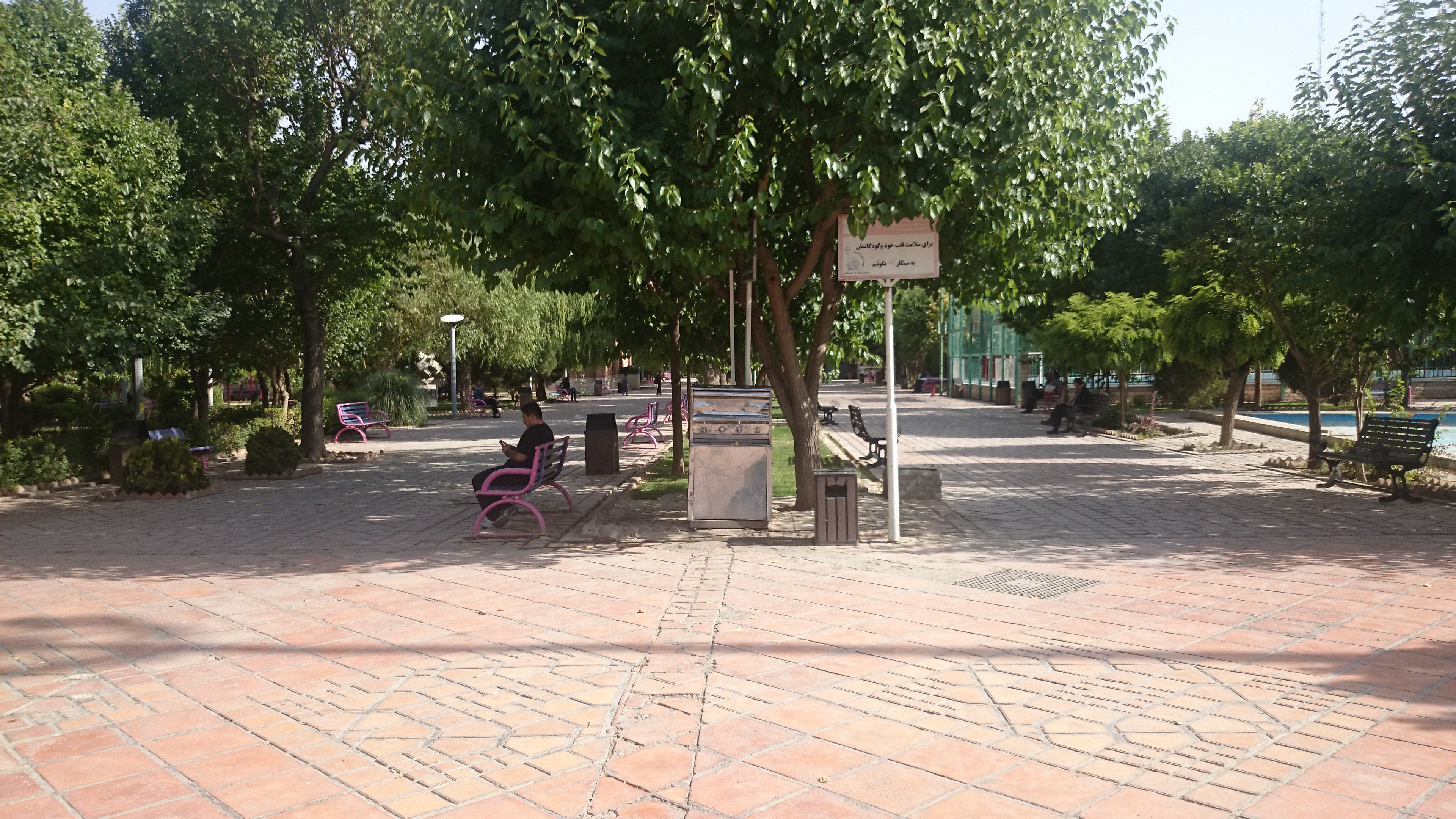
نمایی از پارک ایرانشهر
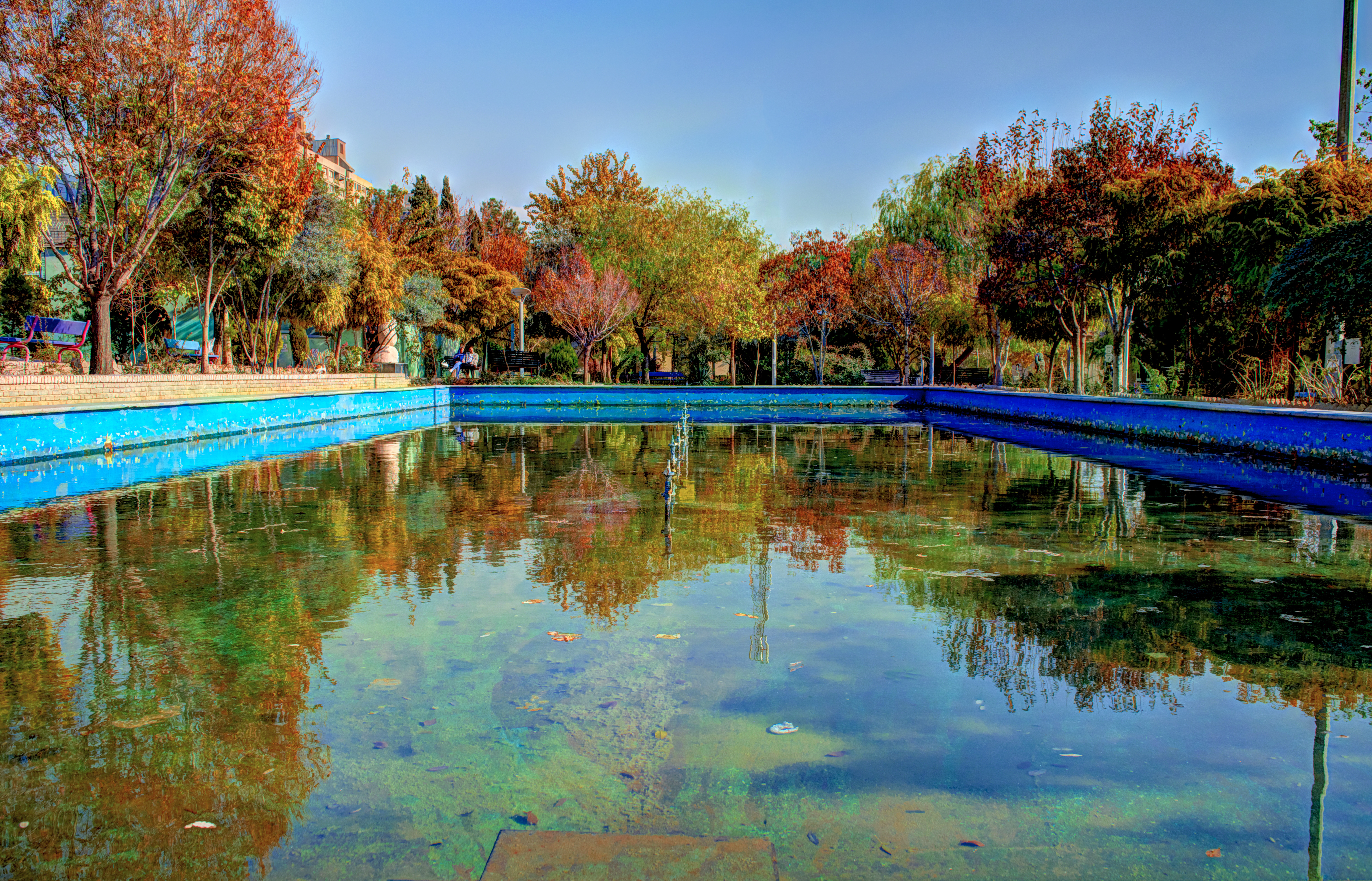
یکی از حوض‌های بوستان هنرمندان

## پی‌نوشت
1. ↑  «فیشرآباد کجاست». دریافت‌شده در ٩ اوت ٢٠٢٣.
2. ↑  تماشاخانهٔ ایرانشهر، شهرداری تهران[پیوند مرده]
3. ↑  «معرفی پارک هنرمندان در منطقه ایرانشهر تهران». دوستداران ایران.
4. ↑  "آموزش تخصصی هنر رزمی وینگ چون (@wingtsuntehran) • Instagram photos and videos". www.instagram.com (به انگلیسی). Retrieved 2018-03-16.
5. ↑  «حمید عسگری». فروشگاه ورزشی تک رزم. ۱۳۹۵-۰۲-۱۲\۱۲:۰۶:۲۱. دریافت‌شده در 2018-03-16. تاریخ وارد شده در |تاریخ= را بررسی کنید (کمک)